# Feyenoord in het seizoen 1999/00
Hier staan alle statistieken van Feyenoord tijdens het seizoen 1999/00.

## Wedstrijden

### Johan Cruijff Schaal
| Zondag 8 augustus 1999                                          | Feyenoord *                          | 3-2 (2-1) | Ajax                     | Opstelling Feyenoord * | Opstelling Ajax |  |
| Stadion: Amsterdam ArenA, Amsterdam Toeschouwers: 50.000 Luinge | Tomasson 13' B. Kalou 15' Paauwe 86' |           | 45' Knopper 51' Grønkjær | Dudek, Gyan, Van Gobbel, Paauwe, Rzasa, B. Kalou 87' ( Van Gastel), Konterman , De Visser, Cruz, Tomasson 65' ( Cairo), Van Vossen 65' ( Tininho) | Grim, Nieuwenburg, Van Halst 46' ( Dani), Verlaat, Piqué , Knopper, Winter , Witschge, B. Laudrup 85' ( Wamberto), Machlas, Grønkjær 82' ( Arveladze) |  |
| Stadion: Amsterdam ArenA, Amsterdam Toeschouwers: 50.000 Luinge |                                      |           |                          | Dudek, Gyan, Van Gobbel, Paauwe, Rzasa, B. Kalou 87' ( Van Gastel), Konterman , De Visser, Cruz, Tomasson 65' ( Cairo), Van Vossen 65' ( Tininho) | Grim, Nieuwenburg, Van Halst 46' ( Dani), Verlaat, Piqué , Knopper, Winter , Witschge, B. Laudrup 85' ( Wamberto), Machlas, Grønkjær 82' ( Arveladze) |  |
| Stadion: Amsterdam ArenA, Amsterdam Toeschouwers: 50.000 Luinge |                                      |           |                          | Dudek, Gyan, Van Gobbel, Paauwe, Rzasa, B. Kalou 87' ( Van Gastel), Konterman , De Visser, Cruz, Tomasson 65' ( Cairo), Van Vossen 65' ( Tininho) | Grim, Nieuwenburg, Van Halst 46' ( Dani), Verlaat, Piqué , Knopper, Winter , Witschge, B. Laudrup 85' ( Wamberto), Machlas, Grønkjær 82' ( Arveladze) |  |
|                                                                 |                                      |           |                          | | |  |

| * Winnaar Johan Cruijff Schaal 1999 |
| ----------------------------------- |
| Tweede titel                        |

### KPN-Telecompetitie
| Datum      | Thuis              | Uitslag | Uit                | Doelpuntenmakers Feyenoord                                                          | Bijzonderheden                                                                                     |
| ---------- | ------------------ | ------- | ------------------ | ----------------------------------------------------------------------------------- | -------------------------------------------------------------------------------------------------- |
| 13-08-1999 | FC Den Bosch       | 0 - 4   | Feyenoord          | 0-1 21' Cruz 0-2 34' Tomasson 0-3 48' (pen.) Cruz 0-4 59' Cruz                      | |
| 22-08-1999 | Feyenoord          | 4 - 0   | Cambuur Leeuwarden | 1-0 4' Kornejev 2-0 49' Cairo 3-0 63' B. Kalou 4-0 75' B. Kalou                     | 63' (pen.) Tomasson                                                                                |
| 29-08-1999 | Feyenoord          | 3 - 1   | SC Heerenveen      | 1-0 3' Cruz Van Vossen 2-0 65' B. Kalou 3-1 84' Van Vossen                          | |
| 10-09-1999 | Ajax               | 2 - 2   | Feyenoord          | 2-1 61' Bosvelt B. Kalou 2-2 68' B. Kalou Rzasa                                     | |
| 18-09-1999 | Feyenoord          | 1 - 0   | Fortuna Sittard    | 1-0 75' Van Wonderen B. Kalou                                                       | |
| 26-09-1999 | Feyenoord          | 1 - 2   | RKC Waalwijk       | 1-1 69' Tomasson Cairo                                                              | |
| 03-10-1999 | AZ                 | 0 - 0   | Feyenoord          |                                                                                     | |
| 12-10-1999 | Feyenoord          | 0 - 0   | Vitesse            |                                                                                     | |
| 15-10-1999 | Roda JC            | 2 - 1   | Feyenoord          | 0-1 2' Tomasson                                                                     | |
| 24-10-1999 | Feyenoord          | 2 - 1   | N.E.C.             | 1-0 45' Konterman Samardžić 2-1 65' Bosvelt B. Kalou                                | |
| 07-11-1999 | FC Twente *        | 3 - 3   | Feyenoord          | 1-1 9' Rzasa B. Kalou 1-2 63' B. Kalou Samardžić 3-3 89' Somália Rzasa              | 1-0 6' (e.d.) De Haan 68' (pen.) Van Vossen * Speelde de wedstrijd uit met 10 spelers, (± 22 min.) |
| 19-11-1999 | MVV                | 3 - 3   | Feyenoord          | 0-1 4' (pen.) Kornejev 0-2 20' Somália Kornejev 0-3 24' Kornejev B. Kalou           | |
| 28-11-1999 | Feyenoord          | 1 - 0   | PSV *              | 1-0 60' (pen.) Van Gastel                                                           | * Speelde de wedstrijd uit met 10 spelers, (± 30 min.)                                             |
| 01-12-1999 | Feyenoord          | 1 - 0   | Willem II          | 1-0 44' B. Kalou                                                                    | |
| 04-12-1999 | Sparta Rotterdam   | 1 - 3   | Feyenoord          | 1-1 52' Cruz 1-2 57' Cruz 1-3 86' B. Kalou                                          | |
| 16-12-1999 | Feyenoord          | 0 - 0   | De Graafschap      |                                                                                     | |
| 19-12-1999 | FC Utrecht         | 3 - 4   | Feyenoord          | 0-1 25' Bosvelt 0-2 32' De Visser 1-3 46' De Visser 2-4 69' Cruz                    | |
| 03-02-2000 | PSV                | 0 - 1   | Feyenoord          | 0-1 22' Paauwe                                                                      | ?', 71' De Visser                                                                                  |
| 06-02-2000 | Feyenoord          | 2 - 1   | Roda JC            | 1-1 37' Tomasson 2-1 74' Cairo                                                      | |
| 09-02-2000 | Fortuna Sittard    | 2 - 3   | Feyenoord          | 2-1 76' Bosvelt 2-2 84' Cairo 2-3 85' Cruz                                          | |
| 13-02-2000 | Vitesse *          | 3 - 3   | Feyenoord          | 1-1 21' Paauwe 2-2 68' Tomasson 3-3 79' Konterman                                   | * Speelde de wedstrijd uit met 10 spelers, (± 4 min.)                                              |
| 20-02-2000 | Willem II          | 2 - 1   | Feyenoord          | 0-1 64' Bosvelt                                                                     | |
| 26-02-2000 | Feyenoord          | 3 - 0   | MVV                | 1-0 13' Tomasson 2-0 61' (pen.) Cruz 3-0 76' Kornejev                               | |
| 05-03-2000 | SC Heerenveen      | 3 - 0   | Feyenoord          |                                                                                     | |
| 11-03-2000 | Feyenoord          | 3 - 0   | FC Den Bosch       | 1-0 20' Cruz 2-0 67' Tomasson 3-0 76' Tomasson                                      | |
| 17-03-2000 | Cambuur Leeuwarden | 2 - 3   | Feyenoord          | 0-1 3' Cruz 0-2 29' Van Vossen 1-3 43' Bosvelt                                      | |
| 26-03-2000 | Feyenoord          | 1 - 2   | Sparta Rotterdam   | 1-0 5' Tomasson                                                                     | |
| 02-04-2000 | RKC Waalwijk       | 2 - 2   | Feyenoord          | 0-1 36' Bosvelt 0-2 76' Samardžić                                                   | |
| 09-04-2000 | Feyenoord          | 1 - 2 * | FC Utrecht         | 1-1 58' (pen.) Cruz                                                                 | * Na dit duel is Leo Beenhakker opgestapt en werd Henk van Stee als interim-trainer benoemd        |
| 16-04-2000 | De Graafschap      | 0 - 1   | Feyenoord          | 0-1 61' Cruz                                                                        | |
| 23-04-2000 | Feyenoord          | 1 - 1   | Ajax               | 1-1 48' Bosvelt                                                                     | |
| 30-04-2000 | Feyenoord          | 5 - 3   | AZ                 | 1-0 6' Tomasson 2-2 54' Kornejev 3-2 63' Cruz 4-2 72' Van Vossen 5-3 80' Van Vossen | |
| 07-05-2000 | N.E.C.             | 0 - 2   | Feyenoord          | 0-1 15' Konterman 0-2 83' Cruz                                                      | |
| 14-05-2000 | Feyenoord          | 1 - 1   | FC Twente *        | 1-0 7' Kornejev                                                                     | * Speelde de wedstrijd uit met 10 spelers, (± 11 min.)                                             |

### KNVB beker

#### Achtste finale (Derde ronde)
De clubs die europees voetbal spelen stromen tijdens de achtste finale van het toernooi in.
| Datum      | Thuis     | Uitslag | Uit | Doelpuntenmakers Feyenoord | Bijzonderheden |
| ---------- | --------- | ------- | --- | -------------------------- | -------------- |
| 30-01-2000 | Feyenoord | 1 - 3   | AZ  | 1-0 32' Bosvelt            |                |

### Europees

#### UEFA Champions League

##### Eerste groepsfase (Groep C)
| Datum      | Thuis             | Uitslag | Uit               | Doelpuntenmakers Feyenoord        | Bijzonderheden                                        |
| ---------- | ----------------- | ------- | ----------------- | --------------------------------- | ----------------------------------------------------- |
| 14-09-1999 | Feyenoord         | 1 - 1   | Borussia Dortmund | 1-0 67' Van Wonderen              |                                                       |
| 22-09-1999 | Rosenborg BK      | 2 - 2   | Feyenoord         | 0-1 12' Tomasson 1-2 22' B. Kalou |                                                       |
| 29-09-1999 | Boavista *        | 1 - 1   | Feyenoord         | 0-1 62' Bosvelt                   | * Speelde de wedstrijd uit met 10 spelers, (± 1 min.) |
| 19-10-1999 | Feyenoord         | 1 - 1   | Boavista          | 0-1 76' Tomasson                  |                                                       |
| 27-10-1999 | Borussia Dortmund | 1 - 1   | Feyenoord         | 1-1 72' Van Vossen                |                                                       |
| 02-11-1999 | Feyenoord         | 1 - 0   | Rosenborg BK      | 1-0 86' Somália                   |                                                       |

Eindstand
| Team                    | Wed | W | G | V | Ptn | DV | DT | GD |
| ----------------------- | --- | - | - | - | --- | -- | -- | -- |
| 1. Rosenborg BK +       | 6   | 3 | 2 | 1 | 11  | 12 | 5  | +7 |
| 2. Feyenoord +          | 6   | 1 | 5 | 0 | 8   | 7  | 6  | +1 |
| 3. Borussia Dortmund ++ | 6   | 1 | 3 | 2 | 6   | 7  | 9  | −2 |
| 4. Boavista             | 6   | 1 | 2 | 3 | 5   | 4  | 10 | −6 |

| +  | Tweede groepsfase    |
| ++ | Derde ronde UEFA Cup |

##### Tweede groepsfase (Groep D)
| Datum      | Thuis                 | Uitslag | Uit                      | Doelpuntenmakers Feyenoord                | Bijzonderheden |
| ---------- | --------------------- | ------- | ------------------------ | ----------------------------------------- | --- |
| 24-11-1999 | Chelsea               | 3 - 1   | Feyenoord                | 3-1 90' Cruz                              | |
| 07-12-1999 | Feyenoord             | 3 - 0   | Olympique Marseille * ** | 1-0 72' Cruz 2-0 83' Bosvelt 3-0 90' Cruz | 6' Van Wonderen * Speelde de wedstrijd uit met 10 spelers (± 28 min.) ** Speelde de wedstrijd uit met 9 spelers (± 11 min.) |
| 29-02-2000 | Lazio Roma            | 1 - 2   | Feyenoord                | 1-1 78' Tomasson 1-2 84' Tomasson         | |
| 08-03-2000 | Feyenoord             | 0 - 0   | Lazio Roma               |                                           | |
| 14-03-2000 | Feyenoord             | 1 - 3   | Chelsea *                | 1-1 54' B. Kalou                          | * 10' (pen.) Lebœuf (Chelsea)                                                                                               |
| 22-03-2000 | Olympique Marseille * | 0 - 0   | Feyenoord                |                                           | * Speelde de wedstrijd uit met 10 spelers (± 16 min.)                                                                       |

Eindstand
| Team                   | Wed | W | G | V | Ptn | DV | DT | GD |
| ---------------------- | --- | - | - | - | --- | -- | -- | -- |
| 1. Lazio Roma +        | 6   | 3 | 2 | 1 | 11  | 10 | 4  | +6 |
| 2. Chelsea +           | 6   | 3 | 1 | 2 | 10  | 8  | 5  | +3 |
| 3. Feyenoord           | 6   | 2 | 2 | 2 | 8   | 7  | 7  | 0  |
| 4. Olympique Marseille | 6   | 1 | 1 | 4 | 4   | 2  | 11 | −9 |

| + | Kwartfinale |

## Selectie
De selectie staat op alfabetische volgorde.
| Positie | Speler               |
| ------- | -------------------- |
| M       | Paul Bosvelt         |
| M       | Thomas Buffel        |
| A       | Ellery Cairo         |
| A       | Julio Cruz           |
| M       | René van Dieren      |
| DM      | Jerzy Dudek          |
| M       | Jean-Paul van Gastel |
| V       | Ulrich van Gobbel    |
| DM      | Ronald Graafland     |
| V       | Christian Gyan       |
| V       | Ferry de Haan        |
| A       | Bonaventure Kalou    |
| V/M     | Bert Konterman       |

| Positie | Speler             |
| ------- | ------------------ |
| A       | Igor Kornejev      |
| V       | Steve Olfers       |
| V/M     | Patrick Paauwe     |
| V/M     | Brad Parker        |
| V       | Tomasz Rząsa       |
| A       | Radoslav Samardžić |
| A       | Somália            |
| V       | Tininho            |
| M/A     | Jon Dahl Tomasson  |
| V/M     | Jan de Visser      |
| A       | Peter van Vossen   |
| V       | Kees van Wonderen  |
| DM      | Edwin Zoetebier    |

## Topscorers
Legenda
- Doelpunt
- Waarvan Strafschoppen

Er wordt steeds de top 3 weergegeven van elke competitie.

### Johan Cruijff Schaal
| Plek | Speler            |   | Gescoord met penalty |
| ---- | ----------------- | - | -------------------- |
| 1.   | Bonaventure Kalou | 1 | 0                    |
| 1.   | Patrick Paauwe    | 1 | 0                    |
| 1.   | Jon Dahl Tomasson | 1 | 0                    |

### KPN-Telecompetitie
| Plek | Speler            |    | Gescoord met penalty |
| ---- | ----------------- | -- | -------------------- |
| 1.   | Julio Cruz        | 15 | 3                    |
| 2.   | Jon Dahl Tomasson | 10 | 0                    |
| 3.   | Paul Bosvelt      | 8  | 0                    |

### KNVB beker
| Plek | Speler       |   | Gescoord met penalty |
| ---- | ------------ | - | -------------------- |
| 1.   | Paul Bosvelt | 1 | 0                    |

### Europees

#### UEFA Champions League
| Plek | Speler            |   | Gescoord met penalty |
| ---- | ----------------- | - | -------------------- |
| 1.   | Jon Dahl Tomasson | 4 | 0                    |
| 2.   | Julio Cruz        | 3 | 0                    |
| 3.   | Paul Bosvelt      | 2 | 0                    |
| 3.   | Bonaventure Kalou | 2 | 0                    |

### Overall
| Plek | Speler            |    | Gescoord met penalty |
| ---- | ----------------- | -- | -------------------- |
| 1.   | Julio Cruz        | 18 | 3                    |
| 2.   | Jon Dahl Tomasson | 15 | 0                    |
| 3.   | Paul Bosvelt      | 11 | 0                    |

Mannen
1954/55 · 1955/56 · 1956–1988 · 1988/89 · 1989/90 · 1990/91 · 1991/92 · 1992/93 · 1993/94 · 1994/95 · 1995/96 · 1996/97 · 1997/98 · 1998/99 · 1999/00 · 2000/01 · 2001/02 · 2002/03 · 2003/04 · 2004/05 · 2005/06 · 2006/07 · 2007/08 · 2008/09 · 2009/10 · 2010/11 · 2011/12 · 2012/13 · 2013/14 · 2014/15 · 2015/16 · 2016/17 · 2017/18 · 2018/19 · 2019/20 · 2020/21 · 2021/22 · 2022/23 · 2023/24 · 2024/25

Vrouwen
2021/22 · 2022/23 · 2023/24 · 2024/25
Ajax ·
AZ ·
FC Den Bosch ·
Cambuur Leeuwarden ·
Feyenoord ·
Fortuna Sittard ·
De Graafschap ·
sc Heerenveen ·
MVV ·
N.E.C. ·
PSV ·
RKC Waalwijk ·
Roda JC ·
Sparta Rotterdam ·
FC Twente ·
FC Utrecht ·
Vitesse ·
Willem II